# Голямо градище (Брястово)
Голямото градище е древно фортификационно съоръжение намиращо се в землището на село Брястово, Община Минерални бани (Област Хасково), в местността Голямото градище, на 1,6 km от църквата в махала Горно Брястово, на връх на рид с надморска височина 555,4 m. Крепостта е изградена върху самостоятелно, скалисто възвишение със стръмни, на места и отвесни, скални склонове на всички страни. На върха на възвишението са запазени останките на крепостните стени. Обектът е един от сравнително добре запазените древнотракийски крепости в Южна Тракия. Голямо градище е достъпно за посещения посредством новоизградена еко пътека.

## Откритие
През лятото на 1937 година българският археолог Димитър Цончев посещава крепостта Голямо градище, съпроводен от учителят Иван Попов от Горно Брястово. Впоследствие след научните публикации на Цончев обектът влиза в научно обръщение.

## Описание и особености
Голямо градище е най-високият хълм от последната верига на рида Мечковец. Склоновете на хълма са стръмни, скалисти и труднодостъпни. Най-полегат е западният му склон, а най-стръмен южният, който се спуска към Банска река.
На билото, където е разположено съоръжението личат деструкции от крепостна стена от ломени камъни без спойка, на места личи външното лице, а във вътрешността – стени от сгради. На терена се откриват фрагменти от строителна и битова керамика в слаба концентрация, включително и такива, които са работени на ръка. В иманярските изкопи, които често се срещат на терена, личи културен пласт с черен цвят, наситен с археологически материали. Запазените зидове са изградени от големи грубо оформени каменни блокове. Около крепостта са изградени и няколко укрепителни зидове. 
Най-запазени са стените на цитаделата, които са с дебелина от 2.2 до 2.8 m, изградени от ломени камъни без спойка. По протежението на стената се забелязват останките на крепостни кули. Във вътрешността ѝ са запазени зидовете на сгради. Ограденото цялостно пространство на обекта има размери около 150 m на 50 m и площ около 5,5 декара. От центъра към периферията на крепостта се наблюдават два пояса крепостни стени. По северните най-достъпни склонове на височината са били изградени още 4 почти успоредни стени, отстоящи от 30 m до 50 m една от друга, сега запазени на височина от 1 m до 3 m. Те са градени от големи необработени камъни, някой широки над 1 m до 1.5 – 2 m.
Следи от подобни допълнителни зидове според Д. Цончев е имало и по северозападните склонове на височината. Керамиката по повърхността е от I хил. пр. Хр. От обекта има отлична видимост във всички посоки на голямо разстояние. На юг е рида Мечковец, където са били разположени синхронни на Голямо градище укрепените селища и рудници. На запад видимост има чак до крепостта на връх Драгойна, а на север и изток – към всички близки и далечни фортификационни съоръжения в Хасковското поле и северните склонове на Родопите.
По източната и североизточната част на рида са разположени множество менхири, като от особен научен интерес е един добре запазен в северната част на Голямо градище, заобиколен от кромлех и смятан за символ на плодородието (заради фалическата му форма). Кромлехът е във формата на гнездо от по-ниски конусовидни камъни, върховете на някои от тях са ерозирали.
От пътя, който върви по северния склон на Голямо градище към върха, вляво се разклонява стара пътека, която води към Гюробунар – стар извор, ограден от сух градеж, но и преработван в по-ново време.
В югоизточния край на плоския връх на Голямо градище се намира и олтарна скала, където се наблюдават различни по форма вторични вкопавания и от която има видимост във всички посоки. Краеведката Яна Манолова подчертава, че по каменните зидове на крепостта има значителен брой вретеновидни ями във вид на фуния. Диаметърът на тези издълбавания е 1 m, а дълбочината варира 0,50 – 0,70 m. Повечето фуниевидни издълбавания са запълнени със суха шума или треви, други са полуразрушени. Подобни издълбавания се наблюдават и в местностите Калето и Пожарището. (За подобни фуниевидни ями, споменават и братя Шкорпил при връх Връшка чука (Видинско) при своите обходи.)

## Иманярски легенди
Яна Манолова споменава в своето краеведско изследване „Древни хора по чуки и градища в североизточните Родопи – част 1: Мечковец“, че иманяри от района на селата в Община Минерални бани, твърдят, че в крепостта при Голямото градище съществува подземно помещение.

## Опазване, социализация и консервация
В края на 2013 година е разработен проект за реконструкция на туристическа еко пътека Минерални бани – Голямо градище – връх Гарваница по одобрение на местния парламент в Община Минерални бани. Проектът е по мярка 313 за „Насърчаване на туристическите дейности“. Целта на проекта е да бъде рехабилитирана и изградена туристическата инфраструктура за създаване на по-добри условия за отдих. Идеята на проекта е да бъде улеснен достъпа до туристическите места и природните забележителности и да се подобри състоянието на заобикалящата ги среда.
При олтарната скала на Гарваница е изградена малка наблюдателна площадка с пейки и голям метален кръст, а в северното подножие на скалата е организиран кът за отдих с маси, пейки и огнище. Изградена е туристическа инфраструктура и при обектите Орлови скали, Градушка църква, Голямо градище и Купена.
Община Минерални бани входира и проект програмата на Кралство Норвегия по програма БГ08 за „Дигитален Културен Диалог За Европейската Мегалитна Култура и Трапецовидните скално-изсечени ниши в Източни Родопи" – проектното предложение съответства на основните цели на Мярка 3 „Достъпност на културното наследство за обществеността“ на Програма БГ08 „Културно наследство и съвременни изкуства“.
По проекта се предвижда създаване на Културно-информационен център над село Брястово, община Минерални бани. Културният център ще обобщава, съхранява, допълва и дигитализира всички културни обекти и събития на територията на области Хасково и Кърджали свързани с мегалитните паметници в Източни Родопи.